# يان بلاك (لاعب كرة قدم)
يان بلاك (بالإنجليزية: Ian Black)‏ (4 فبراير 1960 بإدنبرة في المملكة المتحدة - ) هو لاعب كرة قدم بريطاني في مركزي الدفاع والظهير. لعب مع نادي هيبرنيان وهارت أوف ميدلوثيان ونادي إيست فيف وبيرويك راينجرز.